# Паррос, Клейтон
Клейтон Элиас Паррос (англ. Clayton Elias Parros; род. 11 декабря 1990, Лос-Анджелес, США) — американский легкоатлет, специализирующийся в беге на 400 метров. Чемпион мира в помещении в эстафете 4×400 метров (2014).

## Биография
Вырос в семье с беговыми традициями: мама, тётя и дедушка Клейтона выступали в соревнованиях на школьном уровне. В детстве играл за школьные команды по хоккею и баскетболу. Пришёл в лёгкую атлетику только после того, как его мама и тренер по физподготовке сказали, что у него есть перспективы в этом виде спорта. Изначально он рассматривал бег как средство поддержания физической формы, но после первых успехов (рекорды штата и финал юниорского первенства США в беге на 400 метров) сконцентрировался на своём прогрессе.
В 18 лет установил личный рекорд 45,71 на дистанции 400 метров, благодаря которому смог получить спортивную стипендию в университете Северной Каролины. Выиграл Панамериканский чемпионат среди юниоров в эстафете 4×400 метров в своём дебютном старте на международном уровне.
Занял пятое место на зимнем чемпионате США 2014 года и отобрался на чемпионат мира в помещении, где выступил в предварительном забеге эстафеты. Американцы вышли в финал, где Паррос в качестве запасного наблюдал, как его товарищи устанавливают мировой рекорд.
Бежал в предварительном забеге на эстафетном чемпионате мира 2014 года, в финале снова был заменён, а сборная США выиграла золото.
В 2015 году стал вторым на чемпионате страны в помещении в беге на 300 метров. На летнем национальном первенстве установил в полуфинале личный рекорд (45,25), но его не хватило для выхода в финал. На олимпийском отборе в 2016 году закончил борьбу в предварительных забегах.
Параллельно с тренировками, работает персональным тренером в фитнес-центре города Винтер-Гарден.

## Основные результаты
| Год  | Турнир                                  | Место проведения                 | Дисциплина       | Место      | Результат |
| ---- | --------------------------------------- | -------------------------------- | ---------------- | ---------- | --------- |
| 2009 | Панамериканский чемпионат среди юниоров | Порт-оф-Спейн, Тринидад и Тобаго | эстафета 4×400 м | 1-е        | 3.03,25   |
| 2014 | Чемпионат мира в помещении              | Сопот, Польша                    | эстафета 4×400 м | 1-е (заб.) | 3.04,36   |
| 2014 | Чемпионат мира по эстафетам             | Нассау, Багамские Острова        | эстафета 4×400 м | 4-е (заб.) | 3.01,09   |